# Tachikaze (tàu khu trục Nhật)
Tachikaze (tiếng Nhật: 太刀風) là một tàu khu trục thuộc lớp Minekaze được chế tạo cho Hải quân Đế quốc Nhật Bản ngay sau khi kết thúc Chiến tranh Thế giới thứ nhất. Chúng là những tàu khu trục hàng đầu của Hải quân Nhật trong những năm 1930, nhưng đã bị xem là lạc hậu vào lúc nổ ra Chiến tranh Thái Bình Dương, Tachikaze chỉ đảm trách vai trò tuần tra và hộ tống cho đến khi bị đánh chìm tại Truk, ngày 18 tháng 2 năm 1944.

## Thiết kế và chế tạo
Việc chế tạo lớp tàu khu trục kích thước lớn Minekaze được chấp thuận như một phần trong Chương trình Hạm đội 8-4 của Hải quân Đế quốc Nhật Bản trong giai đoạn năm tài chính 1917-1920, kèm theo lớp Momi cỡ trung vốn chia sẻ nhiều đặc tính thiết kế chung. Được trang bị động cơ mạnh mẽ, những con tàu này có tốc độ cao và được dự định hoạt động như những tàu hộ tống cho những chiếc tàu chiến-tuần dương thuộc lớp Amagi mà cuối cùng đã không được chế tạo.
Tachikaze, chiếc thứ mười một của lớp tàu này, được chế tạo tại Xưởng hải quân Maizuru. Nó được đặt lườn vào ngày 18 tháng 8 năm 1920; được hạ thủy vào ngày 31 tháng 3 năm 1921; và được đưa ra hoạt động vào ngày 5 tháng 12 năm 1921.

## Lịch sử hoạt động
Sau khi hoàn tất, Tachikaze được điều về Quân khu Hải quân Yokosuka thuộc Hạm đội 2 Hải quân Đế quốc Nhật Bản. Tại đây, nó cùng với các tàu khu trục chị em Hakaze, Akikaze và Hokaze được tập trung để hình thành nên Đội Khu Trục 4 thuộc Hải đội Ngư lôi 1 (第1水雷戦隊). Trong những năm 1938-1939, hải đội này được phân công tuần tra tại khu vực bờ biển miền Trung của Trung Quốc nhằm hỗ trợ cho những nỗ lực của quân Nhật trong cuộc Chiến tranh Trung-Nhật. Tachikaze còn hoạt động như đơn vị biệt phái hỗ trợ cho cuộc Chiếm đóng Đông Dương thuộc Pháp vào năm 1940.
Trong Chiến tranh Thế giới thứ hai, Tachikaze đảm trách vai trò tuần tra và hộ tống các đoàn tàu vận tải. Vào lúc xảy ra cuộc tấn công Trân Châu Cảng, Tachikaze đang được phân về Hải đội Khu Trục 34 trực thuộc Không Hạm đội 11 của Hải quân Đế quốc Nhật Bản, đặt căn cứ tại Takao, hỗ trợ việc tìm kiếm cứu hộ trên biển cho chiến dịch chiếm đóng Philippines, cũng như hộ tống các đoàn tàu vận tải đến Davao và Balikpapan tại Đông Ấn thuộc Hà Lan.
Từ ngày 27 tháng 2 đến cuối tháng 3 năm 1942, Tachikaze đặt căn cứ tại Staring-baai, hộ tống các tàu bè giữa Sulawesi và Singapore. Nó đã hỗ trợ cho cuộc chiếm đóng quần đảo Andaman trong tháng 4, rồi quay trở về xưởng hải quân Maizuru để sửa chữa vào cuối tháng. Từ tháng 6 cho đến cuối năm 1942, Tachikaze đặt căn cứ ngoài khơi đảo san hô Jaluit hoặc Rabaul, hộ tống các tàu vận tải trong khu vực quần đảo Marshall và quần đảo Solomon. Nó bị hư hại nặng trong một cuộc không kích vào ngày 27 tháng 12 tại Rabaul, trong đó Thuyền trưởng của nó, Thiếu tá Hải quân Yasumi Hirasata thiệt mạng.
Vào đầu năm 1943, sau khi được chiếc Yamabiko Maru sửa chữa khẩn cấp, Tachikaze quay trở về Maizuru, nơi công việc sửa chữa nó hoàn tất vào ngày 10 tháng 3. Tachikaze quay trở lại Rabaul tiếp nối nhiệm vụ tuần tra. Nó bị hư hại nhẹ trong một cuộc không kích lên Wewak vào ngày 15 tháng 4; nên bị buộc phải quay trở về Maizuru một lần nữa vào tháng 5 để sửa chữa, và ở lại đây cho đến tháng 9. Từ tháng 10 cho đến cuối năm, Tachikaze đặt căn cứ ngoài khơi Truk, thực hiện các chuyến tuần tra trải rộng từ Palau cho đến Rabaul.
Vào ngày 4 tháng 2 năm 1944, Tachikaze bị mắc cạn tại đảo san hô Kuop trong vũng biển Truk trong khi quay trở về Rabaul, và bị mắc lại tại đây bất chất những nỗ lực nhằm giải cứu nó. Trong chiến dịch Hailstone mà Đồng Minh thực hiện trong các ngày năm 17–18 tháng 2, Tachikaze phải chịu đựng những đợt bắn phá nặng nề trước khi một quả ngư lôi đánh trúng phòng động cơ, khiến con tàu bị chìm với đuôi chìm trước ở tọa độ 07°03′B 151°56′Đ / 7,05°B 151,933°Đ.
Tachikaze được rút khỏi danh sách Đăng bạ Hải quân vào ngày 31 tháng 3 năm 1944.

## Danh sách thuyền trưởng
- Thiếu tá Shigeji Mori (sĩ quan trang bị trưởng): 17 tháng 9 năm 1921 - 5 tháng 12 năm 1921
- Thiếu tá Shigeji Mori: 5 tháng 12 năm 1921 - 10 tháng 11 năm 1922
- Trung tá Takeyoshi Ikeda: 10 tháng 11 năm 1922 - 1 tháng 12 năm 1924
- Thiếu tá Fukashi Yamashita: 1 tháng 12 năm 1924 - 1 tháng 12 năm 1926
- Thiếu tá Misao Nakata: 1 tháng 12 năm 1926 - 10 tháng 12 năm 1928
- Thiếu tá Hiroyuki Namba: 10 tháng 12 năm 1928 - 21 tháng 11 năm 1930
- Thiếu tá Raizo Tanaka: 21 tháng 11 năm 1930 - 31 tháng 10 năm 1931 (thăng Trung tá 1 tháng 12 năm 1930)
- Thiếu tá Yoshioki Tawara: 31 tháng 10 năm 1931 - 12 tháng 2 năm 1932
- Thiếu tá Kosaku Aruga: 12 tháng 2 năm 1932 - 1 tháng 11 năm 1933
- Thiếu tá Hisayoshi Mori: 1 tháng 11 năm 1933 - 15 tháng 3 năm 1935
- Trung tá Shuichi Sugino: 15 tháng 3 năm 1935 - 26 tháng 8 năm 1935
- Thiếu tá Shizuo Okayama: 26 tháng 8 năm 1935 - 20 tháng 1 năm 1937
- Thiếu tá Motoi Katsumi: 20 tháng 1 năm 1937 - 20 tháng 1 năm 1938
- Thiếu tá Shizuo Akazawa: 20 tháng 1 năm 1938 - 5 tháng 3 năm 1938
- Thiếu tá Shunsaku Kudo: 5 tháng 3 năm 1938 - 1 tháng 12 năm 1938
- Thiếu tá Shooichi Yoshida: 1 tháng 12 năm 1938 - 15 tháng 10 năm 1940
- Thiếu tá Ryokichi Sugama: 15 tháng 10 năm 1940 - 20 tháng 9 năm 1941
- Thiếu tá Yasumi Hirasata: 20 tháng 9 năm 1941 - 27 tháng 12 năm 1942 (tử trận)
- Không có chỉ huy: 27 tháng 12 năm 1942 - 8 tháng 1 năm 1943
- Thiếu tá Isamu Miyazaki: 8 tháng 1 năm 1943 - 27 tháng 2 năm 1943
- Thiếu tá Yasuteru Yokota: 27 tháng 2 năm 1943 - 18 tháng 2 năm 1944